# Parantechinus apicalis
Parantechinus apicalis là một loài động vật có vú trong họ Dasyuridae, bộ Dasyuromorphia. Loài này được Gray mô tả năm 1842.

## Hình ảnh

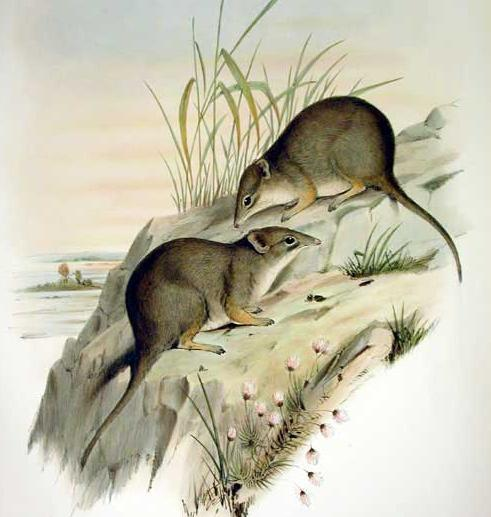
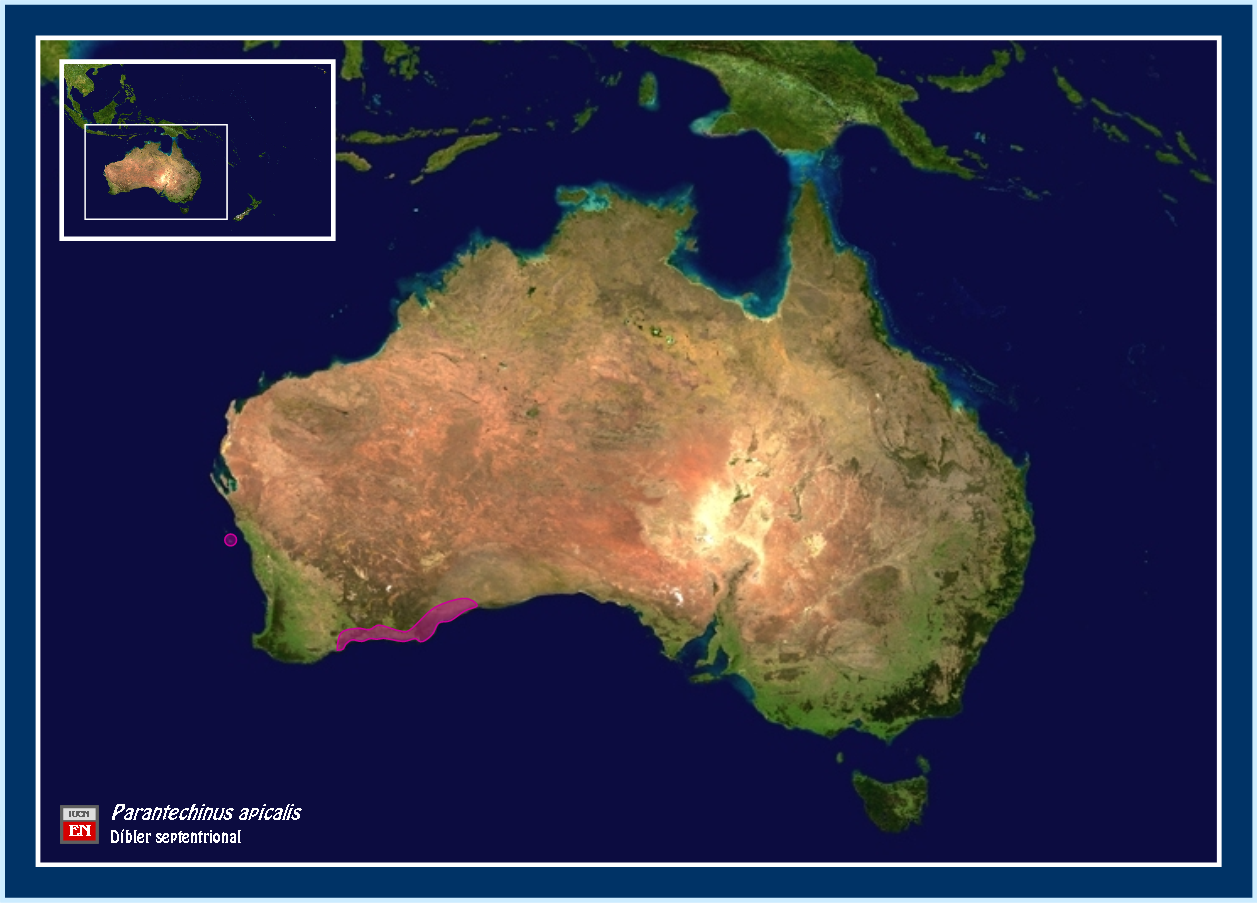